# Zwiahel I
Zwiahel I, Zwiahel 1 (ukr. Звягель I) – węzłowa stacja kolejowa w miejscowości Zwiahel, w rejonie zwiahelskim, w obwodzie żytomierskim, na Ukrainie. Węzeł linii Kalinkowicze – Szepetówka z linią do Żytomierza.
Stacja istniała w okresie międzywojennym. W 2022, gdy w trakcie inwazji Rosji na Ukrainę przywrócono miastu historyczną nazwę Zwiahel, zmieniono również nazwę stacji na obecną.